# Старгёрл (телесериал)
«Старгёрл» (англ. Stargirl) — американский супергеройский телесериал с элементами подростковой драмы, созданный Джеффом Джонсом и основанный на комиксах об одноимённой супергероине DC Comics, премьера которого состоялась 18 мая 2020 в сервисе DC Universe, а повтор серии выходит на следующий день на The CW.
В июле 2020 сериал был продлен на второй сезон и перейдет к каналу The CW как сетевой оригинальный сериал. Премьера второго сезона состоится 10 августа 2021 года. 3 мая 2021 года сериал продлили на третий сезон. Премьера третьего сезона состоится 31 августа 2022 года. Третий сезон сериала стал последним и завершился 7 декабря.

## Сюжет
Спустя десятилетие с тех пор, как почти все члены Общества Справедливости Америки (ОСА) были убиты в сражении с Обществом Несправедливости Америки (ОНА), школьница Кортни Уитмор обнаруживает Космический Жезл. Она также узнаёт, что её отчим Пэт Дуган был помощником члена ОСА Стармена, бывшего владельца Жезла. Кортни решает воссоздать ОСА с новыми супергероями.

## Персонажи
= Главная роль в сезоне
     = Второстепенная роль в сезоне
     = Гостевая роль в сезоне
     = Не появляется

### Основной состав
| Брэк Бэссинджер         | Кортни Уитмор / Старгёрл             | 13 | 13 | 13 | 39 |
| Иветт Монреаль          | Йоланда Монтес / Дикая кошка         | 13 | 10 | 12 | 35 |
| Анжелика Вашингтон      | Бет Чапел / Доктор Мид-Найт          | 13 | 13 | 12 | 38 |
| Кэмерон Геллман         | Рик Тайлер / Часовщик                | 11 | 12 | 11 | 34 |
| Тре Романо              | Майк Дуган                           | 13 | 13 | 13 | 39 |
| Джейк Остин Уокер       | Генри Кинг-младший                   | 10 | 1  |    | 11 |
| Хантер Сансоне          | Кэмерон Макент                       | 5  | 6  | 10 | 21 |
| Мег ДеЛейси             | Синди Бёрмэн / Шив                   | 11 | 8  | 10 | 29 |
| Нил Джексон             | Джордан Макент / Сосулька            | 12 | 1  | 4  | 17 |
| Кристофер Джеймс Бейкер | Генри Кинг-старший / Мозговая волна  | 11 | 1  |    | 12 |
| Эми Смарт               | Барбара Уитмор                       | 13 | 13 | 13 | 39 |
| Люк Уилсон              | Пэт Дуган / Полосатик / S.T.R.I.P.E. | 13 | 13 | 13 | 39 |
| Ник Тарабей             | Эклипсо                              | 1  | 11 |    | 12 |
| Нил Хопкинс             | Лоуренс «Крашер» Крок / Спортмастер  | 7  | 2  | 7  | 16 |
| Джой Османски           | Пола Брукс / Тигрица                 | 7  | 2  | 6  | 15 |
| Джоэл Макхейл           | Сильвестр Пембертон / Стармен        | 2  | 5  | 12 | 19 |
| Алкоя Брансон           | Джаким Уильмс                        |    | 3  | 11 | 14 |
| Всего эпизодов          | Всего эпизодов                       | 13 | 13 | 13 | 39 |

- Брэк Бэссинджер — Кортни Уитмор / Старгёрл
Школьница десятого класса, которая обнаруживает могущественное оружие — Космический Жезл — в вещах своего отчима, и решает стать супергероиней Старгёрл. Она становится лидером нового поколения Общества Справедливости Америки.
- Иветт Монреаль — Йоланда Монтес / Дикая кошка
Была популярной девушкой в школе, но затем скандал превратил её в изгоя и позор для своей католической семьи. Дружит с Кортни и становится членом нового ОСА. Как и покойный Дикий кот, Йоланда занимается боксом, а её костюм улучшает её ловкость и выносливость и обладает чрезвычайно острыми когтями.
- Анжелика Вашингтон — Бет Чапел / Доктор Мид-Найт
Ботанка, которая становится подругой Кортни и членом нового ОСА по кличке Доктор Мид-Найт.
- Кэмерон Геллман — Рик Тайлер / Часовщик
Сирота, чьи родители погибли в автокатастрофе. Становится другом Кортни и новым Часовщиком в ОСА, переняв титул у отца.
- Тре Романо — Майк Дуган
Сын Пэта Дугана и сводный брат Кортни.
- Джейк Остин Уокер — Генри Кинг-младший
Студент в школе, а также звезда школьной футбольной команды.
- Мег ДеЛейси — Синди Бёрмэн / Шив
Дочь Короля драконов, девушка Генри Кинга-младшего и самая популярная девушка в школе.
- Нил Джексон — Джордан Макент / Сосулька
Предводитель Общества Несправедливости Америки. Бизнесмен, способный управлять льдом. Основатель фирмы «Американская мечта».
- Кристофер Джеймс Бейкер — Генри Кинг-старший / Мозговая волна
Член ОНА с телепатическими и телекинетическими способностями, выдающийся нейрохирург и отец Генри Кинга-младшего.
- Хантер Сансоне — Кэмерон Макент
Одноклассник Кортни, начинающий художник и сын Джордана Макента. Ему начинает нравиться Кортни.
- Эми Смарт — Барбара Уитмор
Мать Кортни и жена Пэта Дугана, которая пытается установить равновесие между работой и бытом. Нанимается работать в фирму «Американская мечта», где привлекает внимание Джордана Макента.
- Люк Уилсон — Пэт Дуган / Полосатик / S.T.R.I.P.E.
Отчим Кортни, бывший помощник Стармена и автомеханик, который пилотирует четырёхметрового робота, которого собрал из автозапчастей. Пэт нехотя наставляет Кортни на пути супергеройства, желая всего лишь нормальной жизни для семьи. Член нового ОСА.
- Ник Тарабей — Эклипсо.
- Джоэл Макхейл — Сильвестр Пембертон / Стармен
Член первого ОСА, владелец Космического Жезла и лучший друг Пэта Дугана.
- Нил Хопкинс — Лоуренс Крок / Спортмастер
Член ОНА, использующий спортивное оружие и считающий всех своих мишеней частью игры. Владелец тренажёрного клуба, женат на Поле Брукс и отец Артемис Крок.
- Джой Османски — Пола Брукс / Тигрица
Член ОНА, охотится за опаснейшими людьми в мире. Учительница физкультуры в школе, жена Лоуренса Крока и мать Артемис Крок.

### Приглашённые актёры
- Генри Томас — Чальз Макнайдер / Доктор Мид-Найт
Член первоначального ОСА, детектив, а также гениальный врач, носивший очки ночного видения.
- Эрик Гоинс — Стивен Шарп / Игрок
Член ОНА, мастер обмана. Финансовый директор «Американской мечты» и эгоист.
- Хина Хан — Анайя Боуин
Директриса школы, превосходная скрипачка и мать Айзека Боуина.
- Джо Кнезевич — Уильям Зарик / Волшебник
Член ОНА, использующий магию. Также является членом горсовета Блю Вэлли.
- Марк Эшуорт — Джастин
Школьный уборщик.
- Лу Ферриньо-младший — Рекс Тайлер / Часовщик
Член первоначального ОСА и отец Рика Тайлера. Химик, создавший сыворотку, наделяющую его сверхчеловеческой силой на один час раз в день.
- Брайан Стапф — Тед Грант / Дикий кот
Член первого ОСА, бывший боксёр-тяжеловек. Носил костюм, улучшающие его природные физические качества.
- Синтия Эванс — Дениз Зарик
Жена Уильяма Зарика и мать Джоуи Зарика.
- Нельсон Ли — Доктор Ито / Король драконов
Член ОНА, отец Синди Бёрмэн и неэтичный учёный, скрывающий своё лицо и ставящий опыты на себе и на своих пациентах.

## Производство
19 июля 2018 года было объявлено, что DC Universe заказывает пилотный сезон Stargirl, состоящий из тринадцати эпизодов. Пилот должен быть написан Джеффом Джонсом, который будет исполнительным продюсером вместе с Грегом Берланти , Сарой Шехтер и Мелиссой Картер (которая является сошоураннером с Джонсом). Производственными компаниями, участвующими в сериале, являются Mad Ghost Productions, Berlanti Productions и Warner Bros. Television. Сериал был назван "переосмыслением" Старгерл. 6 июля 2020 года The CW продлил серию на второй сезон,в результате чего сериал перешёл исключительно в сеть в качестве оригинального сериала The CW.
Художник по костюмам Элджей Шеннон "старался оставаться как можно более верным преданиям [комиксов]" в своих проектах. Каждый из костюмов является "утилитарным" с индивидуальным внешним видом. Legacy Effects создали практичный S.T.R.I.P.E. для использования во время съемок.
Съемки фильма начались 14 марта 2019 года,когда Глен Уинтер руководил пилотом. Кристофер Мэнли и Скотт Пек были режиссёрами-постановщиками этого сериала. Съемки происходят по всему столичному району Атланты, включая: Мариетту, Вирджиния-Хайленд, Дулут, лития-Спрингс, Даллас, Мариетта-сквер, Вест-Энд, среднюю школу Уэстлейк, Центр медицинских исследований Атланты, среднюю школу Кэмпбелл, округ Полдинг, Смирну, торговый центр Арбор-Плейс, Винингс, Мэблтон и среднюю школу округа Дуглас.
Zoic Studios предоставила визуальные эффекты для серии. По словам Джонса, Stargirl была первым телесериалом Warner Bros., который использовал превизуализацию (процесс, наиболее часто используемый в художественных фильмах) для своих сцен эффектов. Превизуализацией занималась компания The Third Floor, Inc. Джонс привез свой опыт работы над фильмами "Чудо-Женщина" (2017), "Аквамен" (2018) и " Шазам! (2019), чтобы помочь сериалу иметь визуальные эффекты, которые раньше не "видели в шоу супергероев".
В июне 2019 года Пинар Топрак объявила, что будет сочинять музыку для сериала.
7 декабря 2019 года был выпущен тизер-трейлер

### Кастинг
В сентябре 2018 года было объявлено, что Брек Бассинджер получила роль Кортни "Старгёрл" Уитмор. Джонс назвал кастинг сложным процессом, прослушивая сотни актрис на эту роль. На вопрос, почему Бэссингер идеально подходит для этой роли, Джонс ответил: "немедленно... Я знал, что это Кортни. У нее есть юмор, у нее есть энтузиазм, энергия, врожденный оптимизм, и Брэк действительно воплощает в себе то, что есть Stargirl". В ноябре 2018 года были разыграны роли: Анжелика Вашингтон в роли доктор Бет "МИД-Найт" Чапел, Иветт Монреаль в роли Иоланды "дикая кошка" Монтес и Кристофер Джеймс Бейкер в роли Генри "мозговая волна" Кинга. В январе 2019 года Люк Уилсон был снят в роли Пэта "S.T.R.I.P.E." Дугана, Эми Смарт присоединилась к актёрскому составу в роли Барбары Уитмор, Нил Джексон в роли Джордана "Сосулька" Махкента, Трей Романо в роли Майка Дугана, Хантер Сансоне в роли Камерона, и Камерон Геллман в роли Рика "Хоурмана" Тайлера, Джейк Остин Уокер в роли Генри Кинга-младшего и Мэг Делейси в роли Синди Бирман.
В декабре 2018 года были выбраны следующие члены Американского Общества Справедливости: Джоэл Макхейл в роли Сильвестра "Стармен" Пембертона, Лу Ферриньо-младший в роли Рекса "Часового" Тайлера, Брайан Стэпф в роли Теда "Дикой кошки" Гранта, и Генри Томас в роли Чарльза "Доктора Миднайта" Макнайдера
. Кроме того, Джой Османски была снята в роли Паулы "Тигрицы" Брукс, Нил Хопкинс-в роли Лоуренса "Крашера" Крока - спортивного мастера, а Нельсон Ли в роли Доктора "Короля драконов" Ито, в качестве членов общества несправедливости. В апреле Хина Хан была снята в роли Анайи Боуин.

### Выпуск
Премьера сериала на DC Universe состоится 18 мая 2020 года и будет состоять из 13 эпизодов. Сериал был первоначально предназначен для премьеры 11 мая 2020 года. Сериал выпущен в 4K Ultra HD на DC Universe.
В ноябре 2019 года было объявлено, что CW будет транслировать каждый эпизод на следующий день после премьеры в потоковом сервисе, причем каждый эпизод будет доступен для трансляции на онлайн-платформах CW после его трансляции. Сериал начали показывать CW 19 мая 2020 года в 8 часов вечера. В некоторых эпизодах контент удаляется, когда они выходят в эфир на CW, чтобы вставить рекламу. DC Universe транслирует полные эпизоды, и Джонс сказал, что начиная с третьего эпизода, оба релиза «почти идентичны». Планы выпуска сериала изменились, и он оставался в постпродакшн дольше для размещения трансляции на The CW, чтобы выполнить корректировки, которые должны были быть сделаны.

## Эпизоды
| Сезон | Сезон | Эпизоды | Дата показа     | Дата показа     | Телеканал   |
| Сезон | Сезон | Эпизоды | Премьера        | Финал           | Телеканал   |
| ----- | ----- | ------- | --------------- | --------------- | ----------- |
|       | 1     | 13      | 18 мая 2020     | 10 августа 2020 | DC Universe |
|       | 2     | 13      | 10 августа 2021 | 2 ноября 2021   | The CW      |
|       | 3     | 13      | 31 августа 2022 | 7 декабря 2022  | The CW      |

### Сезон 1 (2020)
| №  | Название                        | Режиссёр        | Сценарист            | Дата показа в США | Код серии |
| -- | ------------------------------- | --------------- | -------------------- | ----------------- | --------- |
| 1  | «Pilot» «Пилот»                 | Глен Винтер     | Джефф Джонс          | 18 мая 2020       | T56.10101 |
| 2  | «S.T.R.I.P.E.»                  | Грег Биман      | Джефф Джонс          | 25 мая 2020       | T56.10102 |
| 3  | «Icicle»                        | Михаил Нанкин   | Коллин МакГиннесс    | 1 июня 2020       | T56.10103 |
| 4  | «Wildcat»                       | Роб Харди       | Джеймс Дейл Робинсон | 8 июня 2020       | T56.10104 |
| 5  | «Hourman and Dr. Mid-Nite»      | Дэвид Стрейтон  | Мелисса Картер       | 15 июня 2020      | T56.10105 |
| 6  | «The Justice Society»           | Кристофер Мэнли | Тейлор Штрайц        | 22 июня 2020      | T56.10106 |
| 7  | «Shiv Part One»                 | Леа Томпсон     | Эван Болл            | 29 июня 2020      | T56.10107 |
| 8  | «Shiv Part Two»                 | Гири Маклеод    | Паула Севенберген    | 6 июля 2020       | T56.10108 |
| 9  | «Brainwave»                     | Тамра Дэвис     | Коллин МакГиннесс    | 13 июля 2020      | TBA       |
| 10 | «Brainwave Jr.»                 | Энди Армаганян  | Джеймс Дейл Робинсон | 20 июля 2020      | TBA       |
| 11 | «Shining Knight»                | Неизвестно      | Неизвестно           | 27 июля 2020      | TBA       |
| 12 | «Stars & S.T.R.I.P.E. Part One» | Неизвестно      | Мелисса Картер       | 3 августа 2020    | TBA       |
| 13 | «Stars & S.T.R.I.P.E. Part Two» | Неизвестно      | Джефф Джонс          | 10 августа 2020   | TBA       |

### Сезон 2 (2021)
| № общий | № в сезоне | Название                                                            | Режиссёр   | Автор сценария | Дата премьеры    | Произв. код | Зрители в США (млн) |
| ------- | ---------- | ------------------------------------------------------------------- | ---------- | -------------- | ---------------- | ----------- | ------------------- |
| 14      | 1          | «Летняя школа: Глава первая» «Summer School: Chapter One»           | Неизвестно | Неизвестно     | 10 августа 2021  | 201         | 0.72                |
| 15      | 2          | «Летняя школа: Глава вторая» «Summer School: Chapter Two»           | Неизвестно | Неизвестно     | 17 августа 2021  | 202         | 0.67                |
| 16      | 3          | «Летняя школа: Глава третья» «Summer School: Chapter Three»         | Неизвестно | Неизвестно     | 24 августа 2021  | 203         | 0.60                |
| 17      | 4          | «Летняя школа: Глава четвёртая» «Summer School: Chapter Four»       | Неизвестно | Неизвестно     | 31 августа 2021  | 204         | 0.68                |
| 18      | 5          | «Летняя школа: Глава пятая» «Summer School: Chapter Five»           | Неизвестно | Неизвестно     | 7 сентября 2021  | 205         | 0.64                |
| 19      | 6          | «Летняя школа: Глава шестая» «Summer School: Chapter Six»           | Неизвестно | Неизвестно     | 14 сентября 2021 | 206         | 0.58                |
| 20      | 7          | «Летняя школа: Глава седьмая» «Summer School: Chapter Seven»        | Неизвестно | Неизвестно     | 21 сентября 2021 | 207         | 0.58                |
| 21      | 8          | «Летняя школа: Глава восьмая» «Summer School: Chapter Eight»        | Неизвестно | Неизвестно     | 28 сентября 2021 | 208         | 0.47                |
| 22      | 9          | «Летняя школа: Глава девятая» «Summer School: Chapter Nine»         | Неизвестно | Неизвестно     | 5 октября 2021   | 209         | 0.47                |
| 23      | 10         | «Летняя школа: Глава десятая» «Summer School: Chapter Ten»          | Неизвестно | Неизвестно     | 12 октября 2021  | 210         | TBA                 |
| 24      | 11         | «Летняя школа: Глава одиннадцатая» «Summer School: Chapter Eleven»  | Неизвестно | Неизвестно     | 19 октября 2021  | 211         | TBA                 |
| 25      | 12         | «Летняя школа: Глава двенадцатая» «Summer School: Chapter Twelve»   | Неизвестно | Неизвестно     | 26 октября 2021  | 212         | TBA                 |
| 26      | 13         | «Летняя школа: Глава тринадцатая» «Summer School: Chapter Thirteen» | Неизвестно | Неизвестно     | 2 ноября 2021    | 213         | TBA                 |

### Сезон 3: Друзья-враги (2022)
| № общий | № в сезоне | Название | Режиссёр   | Автор сценария | Дата премьеры    | Произв. код | Зрители в США (млн) |
| ------- | ---------- | --- | ---------- | -------------- | ---------------- | ----------- | ------------------- |
| 27      | 1          | «Друзья-враги – Глава первая: Убийство» «Frenemies – Chapter One: The Murder»                                                                                         | Неизвестно | Неизвестно     | 31 августа 2022  | 301         | TBA                 |
| 28      | 2          | «Друзья-враги – Глава вторая: Подозреваемые» «Frenemies – Chapter Two: The Suspects»                                                                                  | Неизвестно | Неизвестно     | 7 сентября 2022  | 302         | TBA                 |
| 29      | 3          | «Друзья-враги – Глава третья: Шантаж» «Frenemies – Chapter Three: The Blackmail»                                                                                      | Неизвестно | Неизвестно     | 14 сентября 2022 | 303         | TBA                 |
| 30      | 4          | «Друзья-враги – Глава четвёртая: Доказательства» «Frenemies – Chapter Four: The Evidence»                                                                             | Неизвестно | Неизвестно     | 21 сентября 2022 | 304         | TBA                 |
| 31      | 5          | «Друзья-враги – Глава пятая: Вор» «Frenemies – Chapter Five: The Thief»                                                                                               | Неизвестно | Неизвестно     | 5 октября 2022   | 305         | TBA                 |
| 32      | 6          | «Друзья-враги – Глава шестая: Предательство» «Frenemies – Chapter Six: The Betrayal»                                                                                  | Неизвестно | Неизвестно     | 12 октября 2022  | 306         | TBA                 |
| 33      | 7          | «Друзья-враги – Глава седьмая: Корпорация Бесконечность. Часть первая» «Frenemies – Chapter Seven: Infinity Inc. Part One»                                            | Неизвестно | Неизвестно     | 19 октября 2022  | 307         | TBA                 |
| 34      | 8          | «Друзья-враги – Глава восьмая: Корпорация Бесконечность. Часть вторая» «Frenemies – Chapter Eight: Infinity Inc. Part Two»                                            | Неизвестно | Неизвестно     | 26 октября 2022  | 308         | TBA                 |
| 35      | 9          | «Друзья-враги – Глава девятая: Монстры» «Frenemies – Chapter Nine: The Monsters»                                                                                      | Неизвестно | Неизвестно     | 2 ноября 2022    | 309         | TBA                 |
| 36      | 10         | «Друзья-враги – Глава десятая: Убийца» «Frenemies – Chapter Ten: The Killer»                                                                                          | Неизвестно | Неизвестно     | 9 ноября 2022    | 310         | TBA                 |
| 37      | 11         | «Друзья-враги – Глава одиннадцатая: Преследование» «Frenemies – Chapter Eleven: The Haunting»                                                                         | Неизвестно | Неизвестно     | 16 ноября 2022   | 311         | TBA                 |
| 38      | 12         | «Друзья-враги – Глава двенадцатая: Последняя воля и завещание Сильвестра Пембертона» «Frenemies – Chapter Twelve: The Last Will and Testament of Sylvester Pemberton» | Неизвестно | Неизвестно     | 30 ноября 2022   | 312         | TBA                 |
| 39      | 13         | «Друзья-враги – Глава тринадцатая: Расплата» «Frenemies – Chapter Thirteen: The Reckoning»                                                                            | Неизвестно | Неизвестно     | 7 декабря 2022   | 313         | TBA                 |

## Расширенная Вселенная
Старгёрл и её команда были впервые показаны в кроссовере «Кризис на Бесконечных Землях» в январе 2020 года. Действие «Старгёрл» разворачивается на новой Земле-2, созданной во время событий кроссовера. 
Другая версия Старгёрл с Земли-1 (Позднее Земля-Прайм) появилась в трёх сериях второго сезона сериала «Легенды завтрашнего дня» в исполнении Сары Грей.
Также в финальной сцене первой части кроссовера «Иные миры» можно увидеть Старгёрл с Земли-90, которая вместе с командой других супергероев была уничтожена Монитором.
В девятом и десятом сезонах сериала «Тайны Смолвиля» канала The CW, события которого происходят на Земле-167, также присутствует Старгёрл в исполнении актрисы Бритт Ирвин.